# Salvador Mestres Palmeta
Salvador Mestres Palmeta   (Vilanova i la Geltrú, 3 de desembre de 1910 - Barcelona, 2 de març de 1975) fou un autor de còmics i il·lustrador. Va dibuixar indistintament còmic d'humor o realista. Va treballar entre d'altres a les revistes TBO, Pulgarcito o En Patufet, així com en dibuixos animats col·laborant en pel·lícules dels anys quaranta com: El diablo oportuno, El mago de los sueños (1966) o La Isla Mágica.

## Biografia
Salvador Mestres va néixer a Vilanova i la Geltrú el 1910. Va cursar estudis a la Escola de la Llotja i al Cercle Artístic de Sant Lluc. Va començar a treballar com a dibuixant a la revista Vilanova Esportiva l'any 1926. Quatre anys més tard va ser un dels fundadors –amb l'humorista i escriptor Manuel Amat– de la revista il·lustrada d'art i literatura Prisma, que es va publicar fins a l'any 1936. En aquesta revista ell mateix i treballava com a dibuixant i il·lustrador.
Després va anar a viure a Barcelona on va treballar per a les revistes En Patufet, L’Esquitx, Tururut...!, La Rambla, Films Selectos, Mirador, Shirley Temple, Pulgarcito, Pocholo i Aventuras entre d'altres. A la revista TBO hi va començar a col·laborar el 1935 i ja no va deixar de col·laborar-hi fins a la seva mort. Una de les sèries que va crear per a TBO va ser "La casita zancuda del profesor Ferguson", publicada a la dècada del 1960. El 1972 va dibuixar la sèrie "La familia Ulises", durant un breu període entre els números 2.000 i 2.022, el fet que el seu estil de dibuix fos molt diferent del seu creador Benejam va provocar les queixes dels lectors i va deixar de dibuixar-la.
Els acudits esportius els va dibuixar per a la revista esportiva, Xut! d'abans de la guerra civil i la revista editada en castellà que va substituir l'anterior després de la guerra, El Once. A l'època de la Segona República Espanyola, col·laborava al setmanari satíric i polític El Be Negre.
No va deixar de dibuixar ni durant la Guerra Civil: llavors va crear la sèrie de ciència-ficció, Guerra en la Estratosfera (1937) a la revista de còmics Camaradas. Per a aquesta revista també va dibuixar la sèrie Aventuras de tres lanceros bengalíes (1937). El mateix any va crear retallables amb motius de l'exèrcit republicà.
En el còmic d'aventures, va dibuixar les sèries Las Grandes Aventuras (1935), Aventuras y emociones (1935-1936) de l'editorial El Gato Negro; El diablo negro(1948) i El Capitan Cobra (1948) d'Ediciones Hercules, entre d'altres. Algunes de les sèries de còmics de l'Oest foren: Roy Sanders (1946) de l'editorial Grafidea i Black Bull (1954) de l'editorial Alas.
El personatge Maginet Pelacañas va ser creat per Josep Maria Tarrasa, a Ràdio Tarragona i Salvador Mestres en va dibuixar l'adaptació al còmic el 1945.
Animació
Al món de l'animació s'inicia als anys trenta. Als anys quaranta dibuixa, coordina i dirigeix produccions d'animació. Va treballar per als estudis Macián en el llargmetratge El mago de los sueños (1966) i per a Hispano Gráfic Films, entre d'altres, a La Isla Mágica, El diablo oportuno i Pulgarcito. També va col·laborar en molts espots publicitaris.
El personatge de Joan Milhomes, que Mestres havia publicat a L'Esquitx, el suplement d'En Patufet, és la primera col·laboració d'animació que va fer entre el 1936 i el 1939 per a l'empresa Hispano Gráfic Films dels germans Baguñà. Se'n varen fer quatre o cinc curtmetratges. A la postguerra, va continuar fent curtmetratges del mateix personatge amb el nom castellanitzat en Juanito Milhombres. Entre el 1940 i el 1945 se'n varen fer un total de vuit curtmetratges, el primer a estrenar-se fou La isla mágica, realitzat per l'equip integrat per Josep Escobar, García Vilella, Joaquim Muntañola, Abadal, Antoni Batllori i Artur Moreno.